# 赵俪生

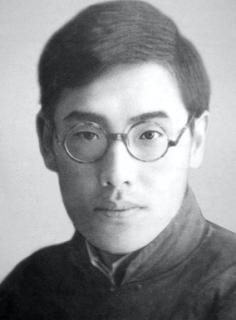
赵俪生青年时代照片

赵俪生（1917年4月25日—2007年11月27日），原名甡，字俪生，以字行，笔名冯夷，山东安邱人，中国马克思主义历史学家，曾任兰州大学教授。赵俪生在中国马克思主义历史学中持与郭沫若一派不同的历史观，曾着力于马克思的亚细亚生产方式理论研究。

## 生平
赵俪生大学毕业于清华大学外文系，期间曾参与一二九运动等左翼活动。1947年。出任国立河南大学历史系副教授。1949年，调入北京中国科学院编译局，但因与郭沫若的矛盾被迫离职，后先后在东北师范大学、山东大学任教，1957年因政治原因远调兰州大学。1958年，因政治形势变化被划为右派，遭受长期迫害。
1978年，赵俪生重返讲坛。同年，中国大陆恢复研究生招生，赵俪生首届招收秦晖、杨善群、白文固、霍俊江、马明达、葛金芳、杨木七名研究生，他将这七人称为“七只九斤黄”，认为他们是自己的嫡传弟子。这七人后来大都于高校任职。